# Tomas Ambt Kofod
Tomas Ambt Kofod (født 8. januar 1969) er en dansk skuespiller, uddannet fra Teaterskolen ved Aarhus Teater. Kofod er en af Danmarks store musicalstjerner med roller som Fantomet i The Phantom of the Opera og i Love Never Dies, Udyret i Skønheden og Udyret og Dr. Jekyll & Mr. Hyde i Jekyll & Hyde. Sidstnævnte sikrede ham en Reumert-nominering som "Årets mandelige hovedrolle" i 2016.

## Privat
Kofod er gift med kjoledesigner Ane Marie. Sammen har parret to børn.

## Teater
- 2022 Hjørring revyen
- 2018 The Phantom of the Opera, (Fantomet), Det Ny Teater
- 2017 Chicago, (Billy Flynn), Det Ny Teater
- 2016 Jordens søjler, (Waleran Bigod), Østre Gasværk Teater
- 2016 Zorro - The Musical, (Zorro), Varde Sommerspil
- 2016 Jekyll & Hyde - The Musical, (Jekyll and Hyde), Det Ny Teater
- 2014 Beauty and the Beast (Skønheden og udyret), (Udyret), Det Ny Teater
- 2014 Evita, (Che), Det Ny Teater
- 2013 Crazy for You, (Bella Zangler), Det Ny Teater
- 2013 Den eneste ene, (Sonny), Varde Sommerspil
- 2012 Love Never Dies, (Fantomet), Det Ny Teater
- 2012 Jekyll & Hyde - The Musical, (Jekyll and Hyde), Borreby Teater
- 2011 Annie (Rooster), Det Ny Teater
- 2009 Les Misérables (Jean Valjean/Lesgles), Det Ny Teater
- 2008 The King and I (Lun Tha), Det Ny Teater
- 2006 The Producers (Leo Bloom), Det Ny Teater
- 2006 West Side Story (Tony), Fredericia Teater
- 2005 Grease (Danny), Fredericia Teater
- 2004 Beauty and the Beast (Udyret), Det Ny Teater
- 2001 Miss Saigon (Chris), Aarhus Teater og Odense Teater
- 2000, 2003, 2009 The Phantom of the Opera (Raoul, Grev de Chagny), Det Ny Teater
- 1999 Carmen Negra (José), Aarhus Teater
- 1999 Fame (Nick Piazza), Aarhus Teater og Odense Teater

## Film
- 2017 Rita (Jens Møller)
- 2011 17 Miracles (Jens Nielson)
- 2003 Finding Faith in Christ (Jesus)
- 2000 The Testament (Jesus)

## Tegnefilmsdub
- 2017 Skønheden og udyret (Udyret, stemme)